# Pulguksa
Klášter Pulguksa čili Klášter Buddhovy země (korejsky 불국사, čínsky 佛國寺) je buddhistický klášter v jihokorejské provincii Severní Kjongsang, poblíž města Kjongdžu.
Jde o významnou památku, která vznikla v době jihokorejského království Silla (57 př. n. l. – 935 n. l.). Třebaže někteří umisťují její původ až do 6. století, obvykle se uvádí, že jej založil v roce 751 jako veřejnou svatyni na počest svých rodičů v tehdejším životě první ministr Kim Te-song. Současně dal o 4 km dále zřídit i privátní jeskynní poustevnu Sokkuram k uctění rodičů ze svého předchozího života. Klášter byl vystaven na kamenných terasách a čítal na dvě stě dřevěných budov. Na konci 16. století jej takřka srovnali se zemí Japonci, v dalších staletích byl opakovaně obnovován. Poslední důkladnou rekonstrukci prodělal celý komplex v letech 1969–1973. V klášteře se nachází sedm tzv. národních pokladů – pagody Tabotchap a Sokkatchap, tři kamenné mosty symbolisující přechod do duchovního, Buddhova světa, a dvě pozlacené bronzové sochy z 8. století.
V roce 1995 byl klášter Pulguksa spolu s poustevnou Sokkuram zařazen do světového kulturního dědictví UNESCO.

## Fotogalerie

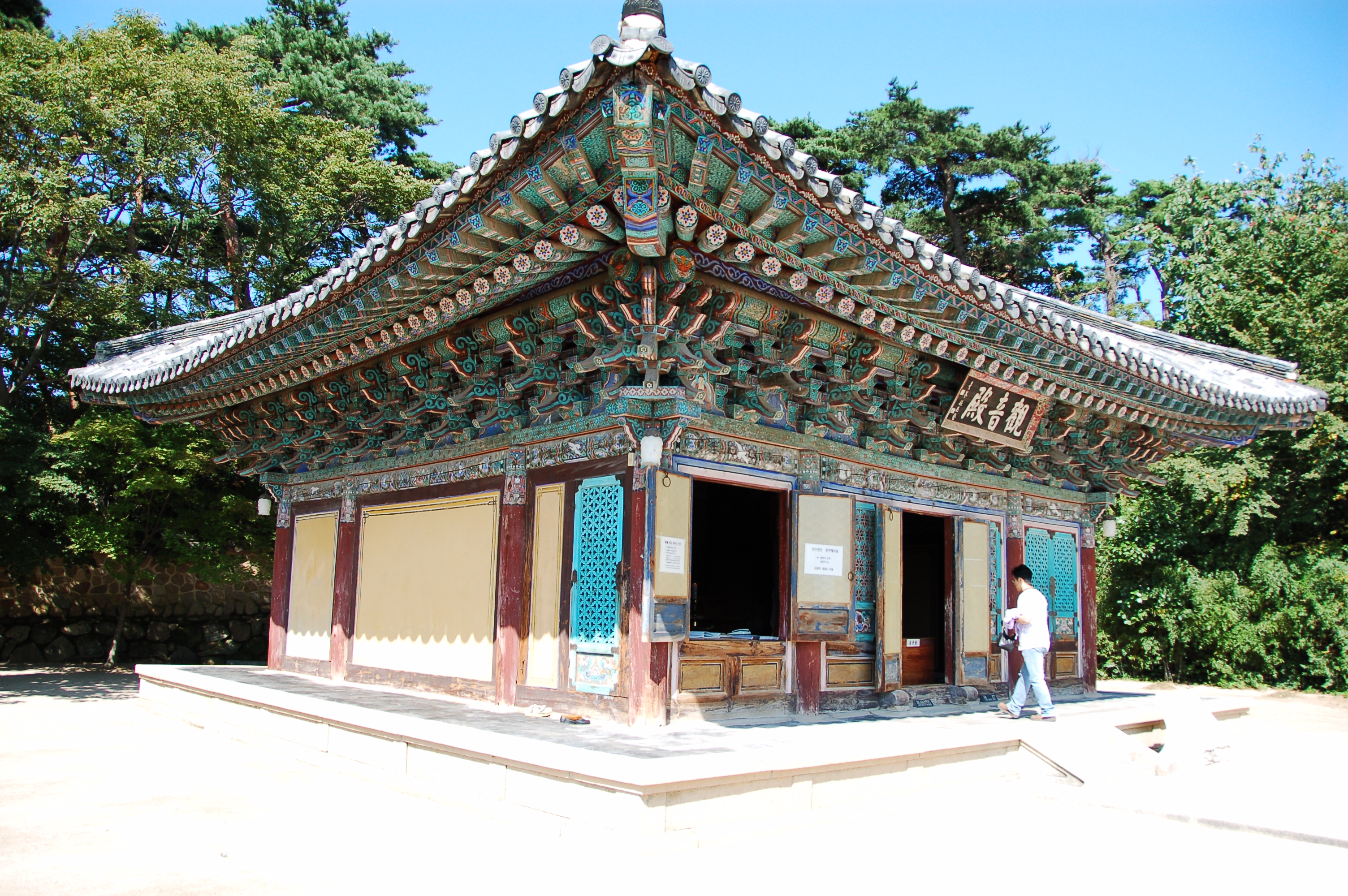
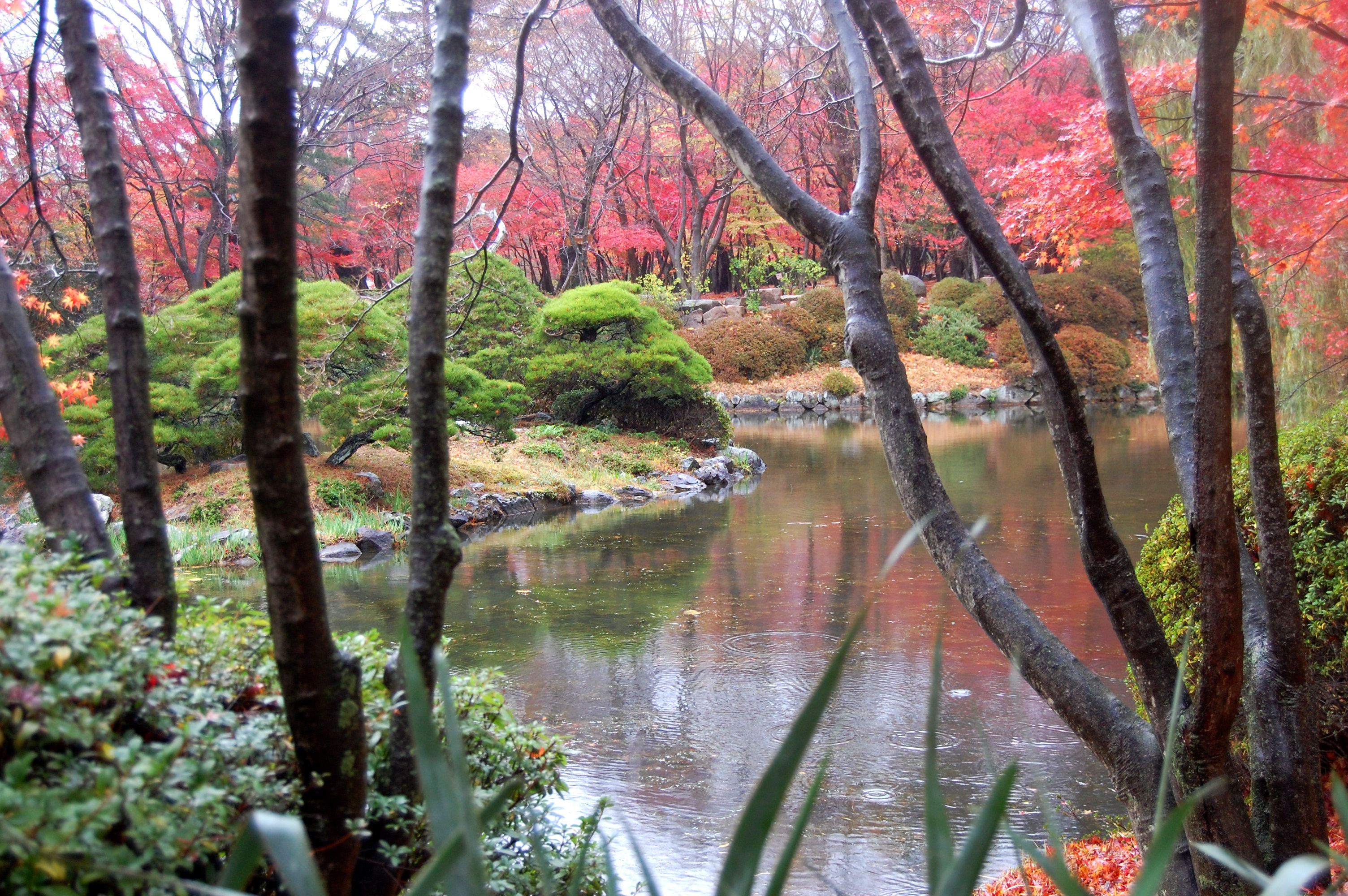
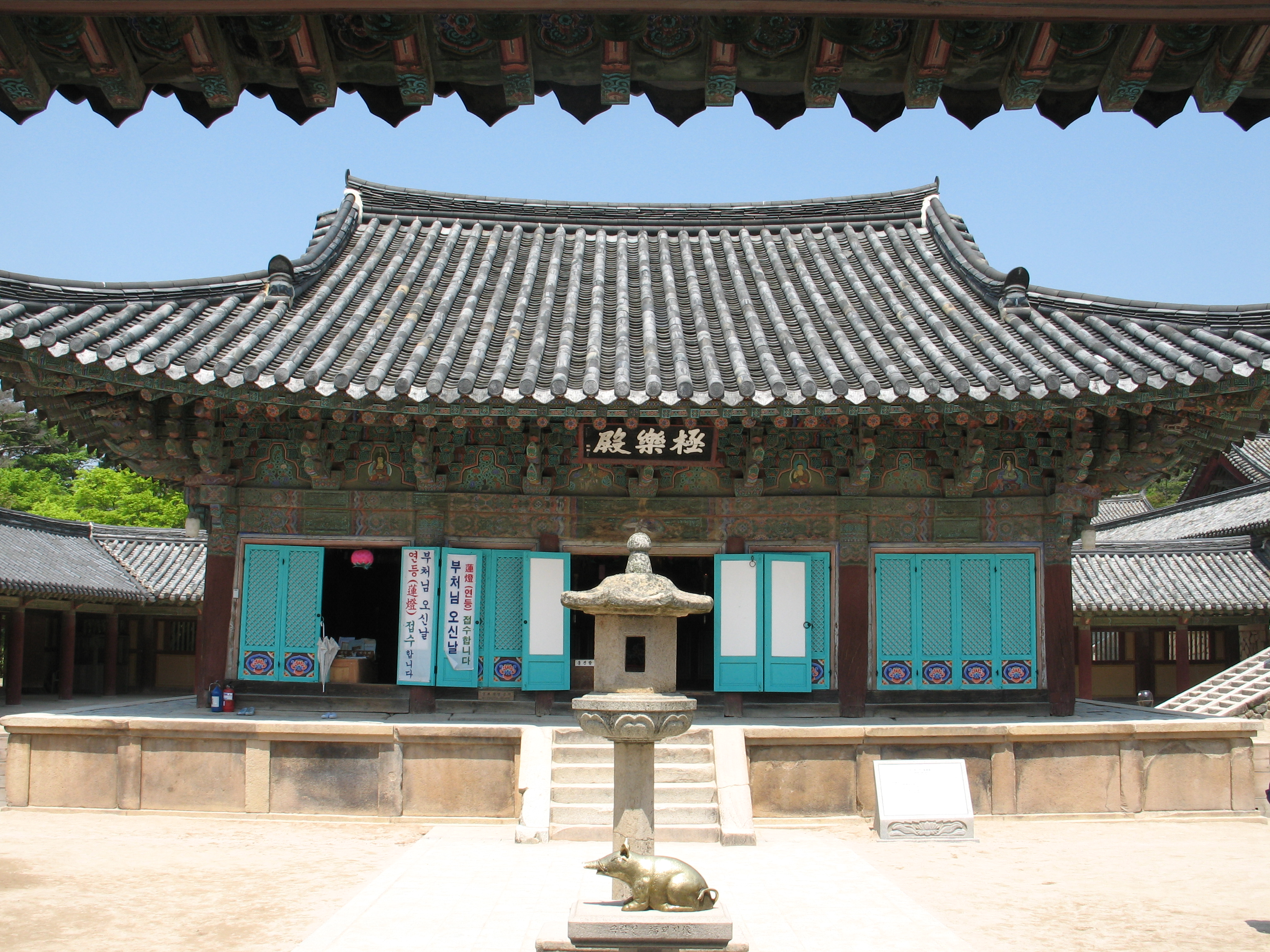